# انجمن حسابداری ایران
انجمن حسابداری ایران نخستین و بزرگ‌ترین انجمن علمی (دانشگاهی) حسابداری در ایران است. این انجمن در قالب موسسه‌ای غیرانتفاعی برای فعالیت در زمینه‌های علمی، پژوهشی و فنی در سال ۱۳۷۶ تأسیس شد و از سال ۱۳۸۲ به‌طور رسمی آغاز به کار کرد. هم اکنون، علی ثقفی (۱۳۲۳، قزوین)، دکتری حسابداری از دانشگاه میزوری (کلمبیا، میزوری، آمریکا)، ۱۳۵۶ و عضو هیئت علمی دانشکده مدیریت و حسابداری دانشگاه علامه طباطبایی، ریاست این انجمن را بر عهده دارد. این انجمن با داشتن بیش از ۱۲۶۰۰ عضو پیوسته (۱۹۰۰ تن)، وابسته (۱۸۰۴ تن)، دانشجویی (۸۷۵۰ تن) و حقوقی (۳۱ دانشگاه و ۱۵۸ مؤسسه) بزرگ‌ترین تشکل حسابداری در ایران به شمار می‌آید.

## اطلاعات شناسنامه‌ای انجمن
بعضی اطلاعات شناسنامه‌ای انجمن حسابداری ایران به نقل از شورای انجمن‌های علمی ایران و کمیسیون انجمن‌های علمی ایران عبارتند از:
- عنوان انگلیسی: Iranian Accounting Association
- شناسه انجمن در کمیسیون انجمن‌های علمی ایران: ASO146
- زمینه اصلی فعالیت: علوم انسانی
- تاریخ دریافت پروانه تأسیس: ۲۰ آبان ۱۳۷۵
- شماره ثبت: ۹۷۲۶
- تاریخ ثبت: ۳۰ شهریور ۱۳۷۶
- شهر: تهران

## هدف و مأموریت انجمن
هدف انجمن حسابداری ایران عبارت است از: «گسترش، پیش‌برد و ارتقای دانش و پژوهش حسابداری، توسعه کمی و کیفی دانش‌آموختگان، استادان و نیروهای متخصص و حرفه‌ای حسابداری، و بهبود امور آموزشی، پژوهشی و تخصصی حسابداری ایران» (ماده ۱ اساسنامه). اهم ماموریت‌های انجمن نیز عبارتند از (ماده ۵ اساسنامه):
- تشکیل کارگروهای علمی و تخصصی حسابداری؛
- ارائهٔ خدمات آموزشی، پژوهشی و تخصصی؛
- برگزاری همایش‌های ملی و بین‌المللی؛
- ترغیب و تشویق متخصصان و پژوهشگران؛
- تجلیل از پژوهشگران و استادان ممتاز؛ و
- انتشار نشریات و کتاب‌های تخصصی.

## عضویت در انجمن

### انواع
انجمن حسابداری ایران می‌تواند از بین متقاضیان حقیقی و حقوقی اشخاصی را در انواع زیر به عضویت بپذیرد (ماده ۶ اساسنامه):
- اعضای حقیقی (پیوسته، وابسته، افتخاری و دانشجویی)
- اعضای حقوقی (موسسات و شرکت‌ها)

### شرایط
طبق ماده ۶ اساسنامه، مؤسسان انجمن و همه افراد دارای مدرک کارشناسی ارشد در رشته‌های حسابداری، مالی یا رشته‌های مربوط می‌توانند به عنوان عضو پیوسته انجمن پذیرفته شوند. افراد دارای مدرک کارشناسی با پنج سال پیشینه کار مرتبط نیز می‌توانند به عضویت وابسته انجمن درآیند. همه دانشجویان رشته حسابداری نیز می‌توانند به عنوان عضو دانشجویی انجمن پذیرفته شوند. هم‌چنین، انجمن می‌تواند از بین شخصیت‌های ایرانی یا غیر ایرانی که جایگاه علمی آنان در حسابداری یا مالی دارای اهمیت ویژه‌ای است یا در پیش‌برد اهداف انجمن کمکهای مؤثر و ارزنده‌ای کرده‌اند را به عنوان اعضای افتخاری به عضویت درآورد.

## ارکان انجمن
ارکان اصلی انجمن حسابداری ایران عبارتند از (ماده ۹ اساسنامه):
مجمع عمومی
هیئت مدیره (پنج نفر به مدت دو سال)
بازرس یا (بازرسان)

## نشریات

### دانش و پژوهش حسابداری
این مجله علمی-پژوهشی با شمارگان ۱۲۰۰۰ نسخه به صورت فصل‌نامه منتشر می‌شود. هشت سال از انتشار نخستین شماره آن می‌گذرد؛ و تا پاییز ۱۳۹۱، سی شماره از آن منتشر شده‌است. هم‌اکنون، ناصر پرتویی سردبیری این فصل‌نامه را بر عهده دارد.

### تحقیقات حسابداری و حسابرسی
این نشریه نیز یکی از مجلات علمی-پژوهشی حسابداری ایران است که با شمارگان ۳۰۰۰ نسخه به صورت فصل‌نامه منتشر می‌شود. تحقیقات حسابداری و حسابرسی چهار سال پیشینه انتشار دارد؛ و پانزده شماره از آن تا پاییز ۱۳۹۱ منتشر شده‌است. هم‌اکنون، علی ثقفی سردبیر این فصل‌نامه است.

### مطالعات حسابداری و حسابرسی
این مجله علمی-ترویجی به صورت فصل‌نامه منتشر می‌شود. بهار ۱۳۹۱ نخستین شماره آن منتشر شد؛ و تا پاییز ۱۳۹۱ سه شماره از آن منتشر شده‌است. سردبیری این فصل‌نامه را نیز علی ثقفی بر عهده دارد.

### آرشیو آنلاین مقالات
تا تاریخ نگارش این مقاله، بر روی تارنمای انجمن متن کامل ۱۶۲ مقاله منتشرشده در مجلات انجمن در دسترس همگان قرار دارد.

## همایش‌های سالانه

### کنفرانس‌های ملی
انجمن هر سال نسبت به برگزاری همایش سالانه حسابداری در سطح ملی اقدام می‌کند. ۲۹ آذر ۱۳۹۱، هم‌زمان با هفته بین‌المللی حسابداری، نهمین همایش سالانه انجمن حسابداری ایران برگزار شد. محورهای اصلی این همایش حسابداران و نهادهای نظارتی مالی و مالیاتی بود.

### کنفرانس‌های بین‌المللی
انجمن حسابداری ایران همچنین تا کنون سه کنفرانس حسابداری را در سطح بین‌المللی برگزار کرده‌است.

## مرکز آموزش و تحقیقات
این مرکز که زیر نظر انجمن حسابداری ایران فعالیت می‌کند، برای نخستین بار در ایران اقدام به برگزاری دورهٔ دکتری مدیریت کسب و کار (DBA) با گرایش حسابداری کرده‌است. این دوره از ۱۳۹۰ آغاز شده‌است.